# Desmoxytes
Desmoxytes (лат.) — род двупарноногих многоножек семейства Paradoxosomatidae из отряда многосвязов (Polydesmida). Представители рода распространены в Юго-Восточной Азии. Около 30 видов.

## Распространение
Ориентальная область: от Китая до Вьетнама, Мьянмы и Таиланда. Кроме того, один вид (D. planata) был завезён на многие острова: Шри-Ланка, Андаманские острова, Сейшелы, Ява, Кокосовые острова и Фиджи.

## Описание
Мелкие двупарноногие многоножки, их максимальная длина достигает 4 см; окраска разнообразная, включая очень яркую и заметную. Этот род уникален своим скульптированным и орнаментированным дорзумом и паранотами. Тело состоит из 20 сегментов с расширенными разнообразной формы паратергами (шиповидными, крыловидными).
Способны производить синильную кислоту (HCN) для защиты от хищников.
Один из примерно 30 известных видов (Desmoxytes purpurosea, обладающий яркой розовой окраской), был назван в Списке 10 самых замечательных открытий 2008 года. Он был описан группой зоологов из Дании и Таиланда (Enghoff, Henrik; Sutcharit, Chirasak; Panha, Somsak), обнаружившим его в Таиланде.

## Систематика
Род был впервые выделен в 1923 году американским зоологом Ральфом Чамберлином (1879—1967), а последняя ревизия и обзор его видов проведены в 1994 году российским мириапидологом Сергеем Головачом (ИПЭЭ РАН, Москва) и датским профессором Хенриком Ингоффом (Statens Naturhistoriske Museum, Копенгаген). Большинство видов встречаются только в одном месте (в одной стране первоначального обнаружения). В 2012 году были описаны три новых пещерных вида рода из Китая: Desmoxytes eupterygota, Desmoxytes spinissima и Desmoxytes lui. Пять видов рода Desmoxytes, включая такие как D. aspera, D. cervaria, D. draco, D. pilosa, и D. spectabilis, были первоначально описаны в отдельном роде Hylomus, позднее синонимизированного с Desmoxytes.
| Биномен                    | Автор описания             | Год  | Ареал                               |
| -------------------------- | -------------------------- | ---- | ----------------------------------- |
| Desmoxytes acantherpestes  | Golovatch & Enghoff        | 1994 | Таиланд                             |
| Desmoxytes aspera          | Attems                     | 1937 | Вьетнам                             |
| Desmoxytes cattienensis    | Nguyen Duc Anh et al.      | 2005 | Вьетнам                             |
| Desmoxytes cervaria        | Attems                     | 1953 | Вьетнам                             |
| Desmoxytes cervina         | Pocock                     | 1895 | Мьянма                              |
| Desmoxytes cornutus        | Zhang & Li                 | 1982 | Китай                               |
| Desmoxytes delfae          | Jeekel                     | 1964 | Таиланд                             |
| Desmoxytes draco           | Cook & Loomis              | 1924 | Китай                               |
| Desmoxytes enghoffi        | Nguyen Duc Anh et al.      | 2005 | Вьетнам                             |
| Desmoxytes eupterygota     | Golovatch et al.           | 2012 | Китай                               |
| Desmoxytes gigas           | Golovatch & Enghoff        | 1994 | Таиланд                             |
| Desmoxytes hostilis        | Golovatch & Enghoff        | 1994 | Вьетнам                             |
| Desmoxytes jeekeli         | Golovatch & Enghoff        | 1994 | Таиланд                             |
| Desmoxytes longispina      | Loksa                      | 1960 | Китай                               |
| Desmoxytes lui             | Golovatch et al.           | 2012 | Китай                               |
| Desmoxytes minutuberculata | Zhang                      | 1986 | Китай                               |
| Desmoxytes pilosa          | Attems                     | 1937 | Вьетнам                             |
| Desmoxytes planata         | Pocock                     | 1895 | острова Индийского и Тихого океанов |
| Desmoxytes proxima         | Nguyen Duc Anh et al.      | 2005 | Вьетнам                             |
| Desmoxytes pterygota       | Golovatch & Enghoff        | 1994 | Таиланд                             |
| Desmoxytes purpurosea      | Enghoff, Sutcharit & Panha | 2007 | Таиланд                             |
| Desmoxytes rubra           | Golovatch and Enghoff      | 1994 | Таиланд                             |
| Desmoxytes scolopendroides | Golovatch et al.           | 2010 | Китай                               |
| Desmoxytes scutigeroides   | Golovatch et al.           | 2010 | Китай                               |
| Desmoxytes specialis       | Nguyen Duc Anh et al.      | 2005 | Вьетнам                             |
| Desmoxytes spectabilis     | Attems                     | 1937 | Вьетнам                             |
| Desmoxytes spinissima      | Golovatch et al.           | 2012 | Китай                               |
| Desmoxytes taurina         | Pocock                     | 1895 | Мьянма                              |
| Desmoxytes terae           | Jeekel                     | 1964 | Малайзия, Таиланд                   |